# 五不搞
五不搞是2011年1月24日中国全国人大常委会举行的“形成中国特色社会主义法律体系座谈会”上，全国人大常委会委员长吴邦国在总结讲话时所提出的五个“不搞”。
当年3月10日，吴邦国在代表全国人大常委会向全国人大作工作报告时重申了“五不搞”。。

## 简介
2011年1月24日上午，全国人大常委会召开“形成中国特色社会主义法律体系座谈会”，宣布中国特色社会主义法律体系经过30多年的建设已经形成。中共中央政治局常委、全国人大常委会委员长吴邦国在总结讲话时提出五个“不搞”，即：
- 不搞多党轮流执政
- 不搞指导思想多元化
- 不搞“三权鼎立”和两院制
- 不搞联邦制
- 不搞私有化

讲话原文为：
中国特色社会主义法律体系是中国特色社会主义永葆本色的法制根基。把马克思主义基本原理同中国具体实际相结合，走自己的路，建设中国特色社会主义，是我们党总结历史经验得出的基本结论，也是我们国家发展进步的唯一正确道路。坚持中国特色社会主义道路，最重要的是坚持正确的政治方向，在涉及国家根本制度等重大原则问题上不动摇。动摇了，不仅现代化建设无从谈起，已经取得的发展成果也会失去，甚至国家可能陷入内乱的深渊。
中国特色社会主义法律体系，是以宪法和法律的形式，确立了国家的根本制度和根本任务，确立了中国共产党的领导地位，确立了马克思列宁主义、毛泽东思想、邓小平理论和“三个代表”重要思想的指导地位，确立了工人阶级领导的、以工农联盟为基础的人民民主专政的国体，确立了人民代表大会制度的政体，确立了国家一切权力属于人民、公民依法享有广泛的权利和自由，确立了中国共产党领导的多党合作和政治协商制度、民族区域自治制度以及基层群众自治制度，确立了公有制为主体、多种所有制经济共同发展的基本经济制度和按劳分配为主体、多种分配方式并存的分配制度。从中国国情出发，郑重表明我们不搞多党轮流执政，不搞指导思想多元化，不搞“三权鼎立”和两院制，不搞联邦制，不搞私有化。

中国特色社会主义法律体系的形成，夯实了立国兴邦、长治久安的法制根基，从制度上、法律上确保中国共产党始终成为中国特色社会主义事业的领导核心，确保国家一切权力牢牢掌握在人民手中，确保民族独立、国家主权和领土完整，确保国家统一、社会安定和各民族大团结，确保坚持独立自主的和平外交政策、走和平发展道路，确保国家永远沿着中国特色社会主义的正确方向奋勇前进。
2011年3月10日，在中国十一届全国人大四次会议第二次全体会议上，全国人大常委会委员长吴邦国代表全国人大常委会作工作报告，重申了五个“不搞”。

## 沿革
2003年3月，吴邦国当选十届全国人大常委会委员长。他在常委会第一次会议上讲话说，人大绝不能削弱、脱离、放弃党的领导，“绝不能搞西方那种多党制、那种议会制”，“绝不能照搬西方那一套三权分立的政治制度模式”。
2008年3月，吴邦国在十一届全国人大常委会第一次会议上就“坚持正确政治方向”讲话说，社会主义民主政治要积极借鉴人类政治文明的有益成果，但“绝不搞多党轮流执政、三权鼎立、两院制”。
2021年11月，中共十九届六中全会通过《党的百年奋斗重大成就和历史经验》决议，其中确认中共在改革开放后即警惕防范“宪政”、多党轮流执政、“三权鼎立”的政治思潮，并在中共十八大后进一步坚持和完善。